# Benjamin Rathgeber
Benjamin Rathgeber (geboren vor 1985) ist ein deutscher Philosoph.

## Leben
Nach dem Studium der Philosophie, Deutschen Sprache und Literatur, Informatik und Medizin an der Universität Marburg und Heidelberg von 2000 bis 2005 war Rathgeber von 2008 bis 2017 wissenschaftlicher Mitarbeiter in der New Field Group Autonome technische Systeme am Karlsruher Institut für Technologie (KIT). Nach der Promotion 2010 am KIT zu wissenschaftstheoretischen Grundlagen der Modellierung in den Kognitionswissenschaften und der Habilitation 2016 im Fach Philosophie am KIT ist er seit 2020 Professor für Natur- und Technikphilosophie an der Hochschule für Philosophie München.
Seine Arbeitsschwerpunkte sind Naturphilosophie (aktuelle Raum- und Zeitkonzepte), Technikphilosophie (Autonome Technische Systeme, Künstliche Intelligenz) und Wissenschaftstheorie (Naturwissenschaftliche Modellbildung, Systemtheorie).

## Schriften (Auswahl)
- Modellbildung in den Kognitionswissenschaften. Berlin 2011, ISBN 978-3-643-10890-6.
- „Freiheit“ & „Autonomie“ – ein begriffliches Spannungsverhältnis. Karlsruhe 2016, OCLC 1188407986.